# فانيسا رديغريف
فانيسا رديغريف (بالإنجليزية: Vanessa Redgrave) مواليد 30 يناير 1937 في غرينتش، هي ممثلة سينمائية ومسرحية إنجليزية بدأت مسيرتها الفنية عام 1958. كما أنها من الفائزات بجوائز الأوسكار وجائزة إيمي وجائزة غولدن غلوب. تنتمي لعائلة فنية فجدها وأبوها وأمها وشقيقها وشقيقتها زاولوا أو ما زالوا يزاولون التمثيل.
تم ترشيحها لنيل جائزة الأوسكار ست مرات وفازت بها مرة واحدة كأفضل ممثلة مساعدة في فيلم Julia. اندلعت مظاهرات قام بها بعض اليهود ضد حصولها على جائزة الأوسكار وضد حضورها الحفل لتسلم الجائزة، وذلك لمشاركتها في فيلم وثائقي يتناول القضية الفلسطينية عام 1977. فأثارت الجدال أثناء كلمة شكرها في حفل الأوسكار وهاجمت " تلك الحفنة من السفاحين الصهاينة الذين اعترضوا على مشاركتها في الفيلم الوثائقي."
بدأت التمثيل في نهاية عقد الخمسينات.
بدأ اهتمامها بقضايا سياسية عديدة بسبب استماعها لبرنامج إذاعي كانت الـ بي بي سي تبثه نهاية الأربعينات. وهكذا كانت الممثلة التي تعتنق الفكر التروتسكي الشيوعي ناشطة ضد السلاح النووي وضد حرب فيتنام ولأجل القضية الفلسطينية وياسر عرفات ولأجل حقوق الإنسان كما ساهمت في المظاهرات التي عارضت الحرب على العراق عام 2003. وهي الآن سفيرة منظمة اليونيسيف في الأمم المتحدة.
معروفة بتعاطفها مع القضية الفلسطينية مما خلق لها مشاكل واتهامات كبيرة، وسط تجاهل عربي لها شبه تام.
كرّمتها لجنة جائزة الأوسكار في سابقة بالتوجه لمقر سكنها في لندن.
تقول عن التمثيل وطبيعة عمل الممثل " لا يمكن التمثيل دون فهم للطبيعة الإنسانية وفهم الذات. أقوم دوما بدراسة الطبيعة الإنسانية وطبيعتي الخاصة أيضا كي أستطيع التمثيل.

## نشأتها
وُلدت رديغريف في 30 يناير عام 1937 في بلاكهيث، لندن، وهي ابنة الممثلين السير مايكل رديغريف وراشيل كيمبسون. أعلن لورنس أوليفييه ميلادها للجمهور في عرض هاملت في أولد فيك، عندما قال إن ليرتيس (الذي لعب دوره السير مايكل) قد رُزق بابنة.
في سيرتها الذاتية، تتذكر رديغريف الهجوم على إيست إند وكوفنتري بليتز ضمن ذكرياتها الأولى. بعد الهجوم على إيست إند، انتقلت رديغريف مع عائلتها إلى هيردفورشاير قبل عودتها إلى لندن في عام 1943. تلقت تعليمها في مدرسة أليس أوتيلي، وورسستر، ومدرسة كوينز غايت في لندن، قبل الخروج بصفتها مؤدية عروض. كان أخواها كورين رديغراف ولين رديغراف ممثلين مشهود لهما.

## مسيرتها المهنية

### بداية مسيرتها المسرحية والسينمائية
دخلت فانيسا رديغريف المدرسة المركزية للحديث والدراما في عام 1954. ظهرت لأول مرة في ويست إند وهي تمثل أمام شقيقها في عام 1958.
في عام 1959، ظهرت في مسرح شكسبير التذكاري تحت إشراف بيتر هول بدور هيلينا في أ ميدسمر نايتس دريم (حلم ليلة صيف) مقابل تشارلز لوغتون بدور بوتوم، وفي كوريولانوس مقابل لورانس أوليفييه (في الدور الرئيسي)، وألبرت فيني، وإديث إيفانز.
في عام 1960، حصلت رديغريف على أول دور بطولة لها في فيلم روبرت بولت ذا تايغر آند ذا هورس، والذي شاركت فيه مع والدها. في عام 1961، لعبت دور روزاليند في فيلم آز يو لايك إت (كما تشاء) لصالح شركة شكسبير الملكية. في عام 1962، لعبت دور إيموغين في فيلم سيمبلين من إنتاج وليام غاسكيل لصالح شركة شكسبير الملكية. في عام 1966، ابتكرت رديغريف دور جان برودي في فيلم ذا برايم أوف ميس جان برودي من إنتاج دونالد ألبيري، والذي كتبه جاي بريسون ألن للمسرح باقتباس عن رواية موريل سبارك.
حصلت رديغريف على أول دور مهم لها في فيلم برايان ديزموند هيرست بيهايند ذا ماسك (1958)، الذي تشاركت بطولتَه مع والدها. كان أول دور بطولة لرديغريف في فيلم مورغان - أ سوتابل كايس فور تريتمنت (1966)، وشارك في البطولة دافيد وارنر وأخرجه كاريل ريس، وحصلت بفضله على جائزة الأوسكار، وجائزة كان، وترشيح غولدن غلوب، وترشيح لجائزة البافتا. بعد ذلك، مثلت شخصية سيدة لندنية لعوب ولطيفة في فيلم بلوأب (1966). شارك في البطولة ديفيد همينجز، وكان أول فيلم باللغة الإنجليزية للمخرج الإيطالي مايكل أنجلو أنطونيوني. اجتمع مع كاريل ريس مرةً أخرى في فيلم إيزادورا (1968)، وهو فيلم السيرة الذاتية للراقصة إيزادورا دانكن، إذ حصلت بفضل تمثيلها شخصية دانكن على جائزة الجمعية الوطنية لنقاد السينما في فئة أفضل ممثلة، وهي الجائزة الثانية لأفضل أداء للإناث في مهرجان كان السينمائي، بالإضافة إلى ترشيح لجائزة غولدن غلوب وترشيح للأوسكار. في الفترة نفسها، مثلت شخصيات تاريخية (أو شبه أسطورية)؛ تراوحت من أندروماش في فيلم ذا تروجان وومين (1971) إلى الدور الرئيسي في فيلم ماري، كوين أوف سكوتس (1971)، وحصلت بفضله على ترشيح ثالث للأوسكار. لعبت أيضًا دور غوينيفير في فيلم كاميلوت (1967) مع ريتشارد هاريس وفرانكو نيرو، وظهرت بدور قصير بشخصية سيلفيا بانكهيرست في فيلم أوه! وات أ لافلي وور (1969). صورت شخصية الأم العليا جين ديز أنج (جون أوف ذي آنجلز) في فيلم ذا ديفلز (1971)، الفيلم المثير للجدل من إخراج كين راسل.

## روابط خارجية
- فانيسا رديغريف على موقع IMDb (الإنجليزية)
- فانيسا رديغريف على موقع الموسوعة البريطانية (الإنجليزية)
- فانيسا رديغريف على موقع روتن توميتوز (الإنجليزية)
- فانيسا رديغريف على موقع مونزينجر (الألمانية)
- فانيسا رديغريف على موقع قاعدة بيانات الأفلام العربية
- فانيسا رديغريف على موقع ألو سيني (الفرنسية)
- فانيسا رديغريف على موقع ميوزك برينز (الإنجليزية)
- فانيسا رديغريف على موقع أول موفي (الإنجليزية)
- فانيسا رديغريف على موقع قاعدة بيانات برودواي على الإنترنت (الإنجليزية)
- فانيسا رديغريف على موقع قاعدة بيانات الأفلام السويدية (السويدية)
- فانيسا رديغريف في قاعدة بيانات أقل من برودواي على الإنترنت
- فانيسا رديغريف في موقع شاشة الإنترنت [الإنجليزية]‏ التابع لمعهد الفيلم البريطاني
- Vanessa Redgrave: Actress and Campaigner
- "She's Got Issues" – The Observer, 19 March 2006
- Lee Israel research files on Vanessa Redgrave, 1982-1987 Billy Rose Theatre Division, The New York Public Library.